# Lobelia henricksonii
Lobelia henricksonii är en klockväxtart som beskrevs av Marshall Conring Johnston. Lobelia henricksonii ingår i släktet lobelior, och familjen klockväxter. Inga underarter finns listade i Catalogue of Life.